# Liste des volumes de « Découvertes Gallimard »

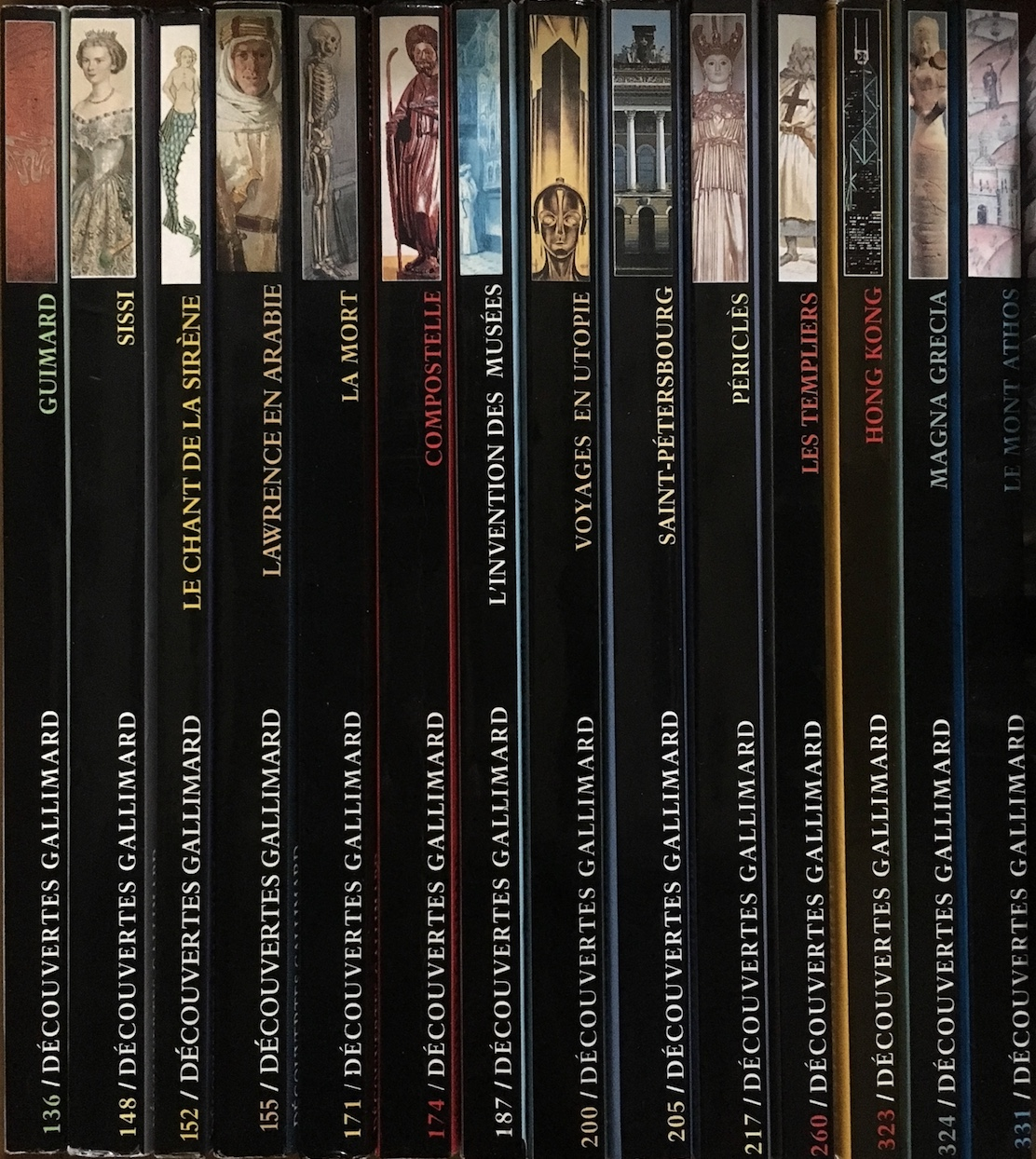
Découvertes Gallimard

La liste des volumes de « Découvertes Gallimard » est coupée en trois articles :
- la 1re partie traite des volumes 1 à 299 et un volume (édition spéciale) sans numéro ;
- la 2e partie traite des volumes 300 à 588 et dix volumes de la série fermée « Une autre histoire du XXe siècle » ;
- la 3e partie traite des treize volumes de « Découvertes Gallimard Albums », six volumes de « Découvertes Gallimard Texto », plus de 110 volumes de « Découvertes Gallimard Hors série » et douze films documentaires adaptés des « Découvertes Gallimard ».

751 livres au total plus huit catalogues :
- Découvertes Gallimard (588)
- Découvertes Gallimard Livre-CD (1)
- Découvertes Gallimard : Série « Une autre histoire du XXe siècle » (10)
- Découvertes Gallimard Albums (13)
- Découvertes Gallimard Texto (6)
- Découvertes Gallimard Tirage limité (3)
- Découvertes Gallimard Hors série (119)
- Découvertes Gallimard Carnet d’expo (11)
- Catalogues (8)